# 18-та піхотна дивізія (Третій Рейх)
18-та піхотна дивізія (Третій Рейх) (нім. 18. Infanterie-Division) — піхотна дивізія Вермахту за часів Другої світової війни. 1 листопада 1940 переформована на 18-ту моторизовану дивізію.

## Історія
18-та піхотна дивізія була створена 1 жовтня 1934 в Лігніці в 3-му військовому окрузі (нім. Wehrkreis III).

## Райони бойових дій
- Німеччина (жовтень 1934 — вересень 1939);
- Польща (вересень 1939);
- Німеччина (жовтень 1939 — травень 1940);
- Люксембург та Франція (травень 1940 — травень 1941)

## Командування

### Командири
- генерал-лейтенант Герман Гот (нім. Hermann Hoth) (15 жовтня 1935 — 1 квітня 1938);
- генерал-лейтенант Еріх фон Манштейн (нім. Erich von Manstein) (1 квітня 1938 — 26 серпня 1939);
- генерал-лейтенант Фрідріх-Карл Кранц (нім. Friedrich-Karl Cranz) (26 серпня 1939 — 1 листопада 1940).

## Нагороджені дивізії
Нагороджені дивізії
|  | Кавалери Лицарського хреста Залізного хреста | 6 |